# District de Marennes
Le district de Marennes est une ancienne division territoriale française du département de la Charente-Inférieure de 1790 à 1795.
Il était composé des cantons de Marennes, le Chateau, le Gua, Royan, Saint Pierre, Soubise et la Tremblade.